# Meesterklasse schaken 2013/14
Het Meesterklasse-seizoen 2013/14 was het 18e seizoen van de Meesterklasse, de hoogste Nederlandse schaakcompetitie voor clubteams. Er werd door tien teams gestreden om het clubkampioenschap van Nederland.
De competitie werd gespeeld in een halve competitie. Elke vereniging speelde één keer tegen een andere vereniging.

## Eindstand
| #   | Team                 | Rav  | Mp | Bp  | 1  | 2  | 3  | 4  | 5  | 6  | 7  | 8  | 9  | 10 |
| --- | -------------------- | ---- | -- | --- | -- | -- | -- | -- | -- | -- | -- | -- | -- | -- |
| 1.  | En Passant           | 2446 | 16 | 60½ | -- | 6  | 4  | 7½ | 6½ | 7  | 6½ | 8  | 6½ | 8½ |
| 2.  | LSG                  | 2402 | 14 | 52  | 4  | -- | 5½ | 7  | 5½ | 4½ | 7  | 5½ | 6  | 7  |
| 3.  | SO Rotterdam         | 2375 | 13 | 51½ | 6  | 4½ | -- | 5½ | 6  | 6  | 6  | 4½ | 5  | 8  |
| 4.  | HMC Calder           | 2388 | 12 | 49½ | 2½ | 3  | 4½ | -- | 5½ | 5½ | 8  | 6  | 6½ | 8  |
| 5.  | Voerendaal           | 2377 | 10 | 47½ | 3½ | 4½ | 4  | 4½ | -- | 6  | 7  | 6½ | 5½ | 6  |
| 6.  | Utrecht              | 2344 | 10 | 46  | 3  | 5½ | 4  | 4½ | 4  | -- | 6  | 6  | 5½ | 7½ |
| 7.  | Groninger Combinatie | 2329 | 6  | 40½ | 3½ | 3  | 4  | 2  | 3  | 4  | -- | 7½ | 7  | 6½ |
| 8.  | BSG                  | 2341 | 6  | 38½ | 2  | 4½ | 5½ | 4  | 3½ | 4  | 2½ | -- | 5½ | 7  |
| 9.  | Accres Apeldoorn     | 2385 | 3  | 41½ | 3½ | 4  | 5  | 3½ | 4½ | 4½ | 3  | 4½ | -- | 9  |
| 10. | ESG Dr. Max Euwe     | 2213 | 0  | 22½ | 1½ | 3  | 2  | 2  | 4  | 2½ | 3½ | 3  | 1  | -- |

## Beste individuele scores[1]
| #   | Naam                         | Team                 | W  | N | Ro   | RaTg | TPR  | W-We   |
| --- | ---------------------------- | -------------------- | -- | - | ---- | ---- | ---- | ------ |
| 1.  | GM Bart Michiels             | SO Rotterdam         | 7½ | 9 | 2535 | 2438 | 2714 | +1.494 |
| 2.  | Arthur Pijpers               | LSG                  | 7  | 9 | 2362 | 2390 | 2583 | +2.305 |
| 3.  | GM Sipke Ernst               | Groninger Combinatie | 7  | 8 | 2565 | 2459 | 2787 | +1.925 |
| 4.  | IM Manuel Bosboom            | En Passant           | 7  | 9 | 2421 | 2273 | 2491 | +0.780 |
| 5.  | IM Chiel van Oosterom        | Utrecht              | 6½ | 9 | 2392 | 2396 | 2565 | +2.069 |
| 6.  | GM Zhaoqin Peng              | En Passant           | 6½ | 8 | 2396 | 2340 | 2593 | +1.914 |
| 7.  | FM Rob Schoorl               | HMC Calder           | 6½ | 9 | 2329 | 2292 | 2461 | +1.550 |
| 8.  | IM Edwin van Haastert        | LSG                  | 6½ | 9 | 2440 | 2396 | 2565 | +1.458 |
| 9.  | GM Jan Smeets                | En Passant           | 6½ | 7 | 2619 | 2427 | 2845 | +1.374 |
| 10. | IM Bruno Carlier             | SO Rotterdam         | 6½ | 9 | 2446 | 2280 | 2448 | +0.448 |
| 11. | IM Jan-Willem de Jong        | LSG                  | 6½ | 9 | 2457 | 2314 | 2454 | +0.018 |
| 12. | FM Vincent Diepeveen         | Utrecht              | 6  | 9 | 2302 | 2342 | 2465 | +1.971 |
| 13. | Armen Hachijan               | Accres Apeldoorn     | 6  | 9 | 2247 | 2262 | 2385 | +1.669 |
| 14. | FM Jan Willem van de Griendt | SO Rotterdam         | 6  | 9 | 2361 | 2360 | 2483 | +1.512 |
| 15. | IM Twan Burg                 | HMC Calder           | 6  | 8 | 2504 | 2416 | 2609 | +1.112 |
| 16. | FM Niels Ondersteijn         | HMC Calder           | 6  | 9 | 2324 | 2292 | 2415 | +1.109 |

Eerste klasse

1920/21 · 1921/22 · 1922/23 · 1923/24 · 1924/25 · 1925/26 · 1926/27 · 1927/28 · 1928/29 · 1929/30 · 1930/31 · 1931/32 · 1932/33 · 1933/34 · 1934/35 · 1935/36 · 1936/37 · 1937/38 · 1938/39 · 1939/40 · 1940/41 · 1941/42
Hoofdklasse

1942/43 · 1943/44 · 1944/45 · 1945/46 · 1946/47 · 1947/48 · 
1948/49 · 1949/50 · 1950/51 · 1951/52 · 1952/53 · 1953/54 · 1954/55 · 1955/56 · 1956/57 · 1957/58 · 1958/59 · 1959/60 · 1960/61 · 1961/62 · 1962/63 · 1963/64 · 1964/65 · 1965/66 · 1966/67 · 1967/68 · 1968/69 · 1969/70 · 1970/71 · 1971/72 · 1972/73 · 1973/74 · 1974/75 · 1975/76 · 1976/77 · 1977/78 · 1978/79 · 1979/80 · 1980/81 · 1981/82 · 1982/83 · 1983/84 · 1984/85 · 1985/86 · 1986/87 · 1987/88 · 1988/89 · 1990/91 · 1991/92 · 1992/93 · 1993/94 · 1994/95 · 1995/96
Meesterklasse

1996/97 · 1997/98 · 1998/99 · 1999/00 · 2000/01 · 2001/02 · 2002/03 · 2003/04 · 2004/05 · 2005/06 · 2006/07 · 2007/08 · 2008/09 · 2009/10 · 2010/11 · 2011/12 · 2012/13 · 2013/14 · 2014/15 · 2015/16 · 2016/17 · 2017/18· 2018/19 · 2019/20 · 2020/21 · 2021/22 · 2022/23 · 2023/24 · 2024/25